# 赛肋司定会教堂 (阿维尼翁)
赛肋司定会教堂（Église des Célestins）是阿维尼翁的一座罗马天主教教堂，1389年由克雷芒七世和法国国王查理六世建于卢森堡的彼得墓所在地。后来，圣Bénézet，克雷芒七世和许多枢机主教都安葬于此。1914年被法国文化部列为历史古迹。